# C-реактивний білок
C-реактивний білок (англ. C-reactive protein) – білок, який кодується  геном CRP, розташованим у людей на короткому плечі 1-ї хромосоми.  Довжина поліпептидного ланцюга білка становить 224 амінокислот, а молекулярна маса — 25 039.
| 10         |  | 20         |  | 30         |  | 40         |  | 50         |
| ---------- |  | ---------- |  | ---------- |  | ---------- |  | ---------- |
| MEKLLCFLVL |  | TSLSHAFGQT |  | DMSRKAFVFP |  | KESDTSYVSL |  | KAPLTKPLKA |
| FTVCLHFYTE |  | LSSTRGYSIF |  | SYATKRQDNE |  | ILIFWSKDIG |  | YSFTVGGSEI |
| LFEVPEVTVA |  | PVHICTSWES |  | ASGIVEFWVD |  | GKPRVRKSLK |  | KGYTVGAEAS |
| IILGQEQDSF |  | GGNFEGSQSL |  | VGDIGNVNMW |  | DFVLSPDEIN |  | TIYLGGPFSP |
| NVLNWRALKY |  | EVQGEVFTKP |  | QLWP       |  |            |  |            |

A: Аланін

C: Цистеїн

D: Аспарагінова кислота

E: Глутамінова кислота

F: Фенілаланін

G: Гліцин

H: Гістидин

I: Ізолейцин

K: Лізин

L: Лейцин

M: Метіонін

N: Аспарагін

P: Пролін

Q: Глутамін

R: Аргінін

S: Серин

T: Треонін

V: Валін

W: Триптофан

Задіяний у такому біологічному процесі як гостра фаза запалення. 
Білок має сайт для зв'язування з іонами металів, іоном кальцію. 
Секретований назовні.